# Супинатор (мышца предплечья)
Супинатор (лат. Musculus supinator) — мышца предплечья задней группы.
Имеет вид тонкой ромбовидной пластинки, которая располагается на проксимальном конце предплечья со стороны его наружнозадней поверхности. Мышца начинается от латерального надмыщелка плечевой кости, гребня супинатора локтевой кости и капсулы локтевого сустава. Она направляется косо вниз и кнаружи, охватывая верхний конец лучевой кости и прикрепляясь вдоль неё от бугристости до места прикрепления круглого пронатора.

## Функция
Супинирует (вращает к наружной стороне) предплечье.